# Markt Bibart
Markt Bibart är en köping (Markt) i Landkreis Neustadt an der Aisch-Bad Windsheim i Regierungsbezirk Mittelfranken i förbundslandet Bayern i Tyskland.
Köpingen ingår i kommunalförbundet Scheinfeld tillsammans med staden Scheinfeld, köpingarna Markt Taschendorf, Oberscheinfeld och Sugenheim samt kommunen Langenfeld.